# ゴダン
ゴダン（英称： Godin Guitars）は、カナダ・ケベック州のギター製造会社。主に旧社名はラシド（英称： Lasido）

## 概要
ゴダンは主に様々なブランドのギターなどのOEM製造を行っている企業である。主な製品はKramer、ペンサ(ペンサ・サー)、Mighty Miteのフェンダーライセンスドのネックやボディなど。近年、自社ブランドを開始した。
自社ブランドではエレキナイロンギターやエレキアコースティックギター、MIDI搭載のエレキギターなどが中心となっている。
本社はモントリオールにあるが、工場は木材加工などの製造中心のカナダのケベック州3か所と組立工程を主体とするアメリカ合衆国ニューハンプシャー州1か所で生産している。

## 沿革
ロベール・ゴダンは1972年にカナダ・ケベック州ラ・パトリ（La Patrie）でギター生産を開始。ゴダンの自社ブランドはいくつか存在する。「ノルマン（Norman）」は初中級モデル、「アール&ルテリー（Art & Lutherie）」は初級低価格帯モデル、「サイモン&パトリック（Simon and Patrick）」は中高級の金属弦モデル、「ラ・パトリ（La patrie）」はクラシックギター、「シーガル（ Seagull）」は初中級のソリッド・ウッドモデル、「ゴダン（Godin）」ブランドは北東アメリカ産高級木材を使用した中高級エレクトリック・ギターに使用されている。ゴダンはピエゾピックアップ組み込みのブリッジを使用したモデルで知られる。高級モデルはギターシンセサイザー対応で知られる。

## 自社ブランド一覧
ゴダンはコンセプトや製造楽器別に様々なブランドを作っている。
- Godin
- Simon & Patrick
- Seagull
- Sarga Percussion
- Norman
- Art & Lutherie
- La Patrie
- SR Amps